# Puchar Świata w narciarstwie alpejskim 2019/2020
Sezon 2019/2020 Pucharu Świata w narciarstwie alpejskim rozpoczął się 26 października 2019 roku, tradycyjnie w austriackim Sölden. Ostatnie zawody z tego cyklu zostały zaplanowane na 22 marca 2020 roku we włoskim kurorcie Cortina d’Ampezzo, jednak zostały one odwołane w związku z szerzeniem się zakażeń wirusem SARS-CoV-2. Ostatecznie kobiety zakończyły sezon 1 marca we włoskim La Thuile, a mężczyźni w norweskim Kvitfjell. 
W dniach 12–16 lutego 2020 roku miała odbyć się próba przedolimpijska w chińskim ośrodku narciarskim Yanqing, natomiast mające odbyć się w dniach 16 - 22 marca 2020 zawody w Cortinie d’Ampezzo miały być próbą przed Mistrzostwami Świata w Narciarstwie Alpejskim 2021. Zarówno pierwsze jak i drugie zawody odwołano z powodu szerzenia się zakażeń wirusem SARS-CoV-2.
Po raz pierwszy w historii wprowadzono klasyfikację PAR, czyli konkurencji równoległych.

## Puchar Świata w narciarstwie alpejskim kobiet
Pucharu świata zdobytego w sezonie 2018/2019 broniła Mikaela Shiffrin z USA. Tym razem zwyciężyła Włoszka Federica Brignone.
W poszczególnych klasyfikacjach triumfowały:
- zjazd:  Corinne Suter
- slalom:  Petra Vlhová
- gigant:  Federica Brignone
- supergigant:  Corinne Suter
- superkombinacja:  Federica Brignone
- PAR:  Petra Vlhová

## Puchar Świata w narciarstwie alpejskim mężczyzn
Zdobywca pucharu świata z sezonu 2018/2019 Austriak Marcel Hirscher 4 września 2019 zakończył karierę sportową. W tym sezonie w klasyfikacji generalnej zwyciężył Norweg Aleksander Aamodt Kilde.
W poszczególnych klasyfikacjach triumfowali:
- zjazd:  Beat Feuz
- slalom:  Henrik Kristoffersen
- gigant:  Henrik Kristoffersen
- supergigant:  Mauro Caviezel
- superkombinacja:  Alexis Pinturault
- PAR:  Loïc Meillard